# Jon Garaño
Jon Garaño Arzallus (18 de noviembre de 1974, Ergobia, barrio de Astigarraga, Guipúzcoa, España) es un director de cine, guionista y productor español.

## Biografía
Estudió Periodismo y Publicidad en la Universidad del País Vasco y Cine en el Aula de Cine Sarobe de Urnieta. Dirigió varios cortometrajes en vídeo y también desempeñó diferentes funciones en diversas producciones. En 2001 fundó, junto con otros compañeros, la productora Moriarti, en la que ha trabajado como director y guionista en numerosos proyectos audiovisuales.

## Filmografía
- Marco, la verdad inventada, 2024
- La trinchera infinita, 2019

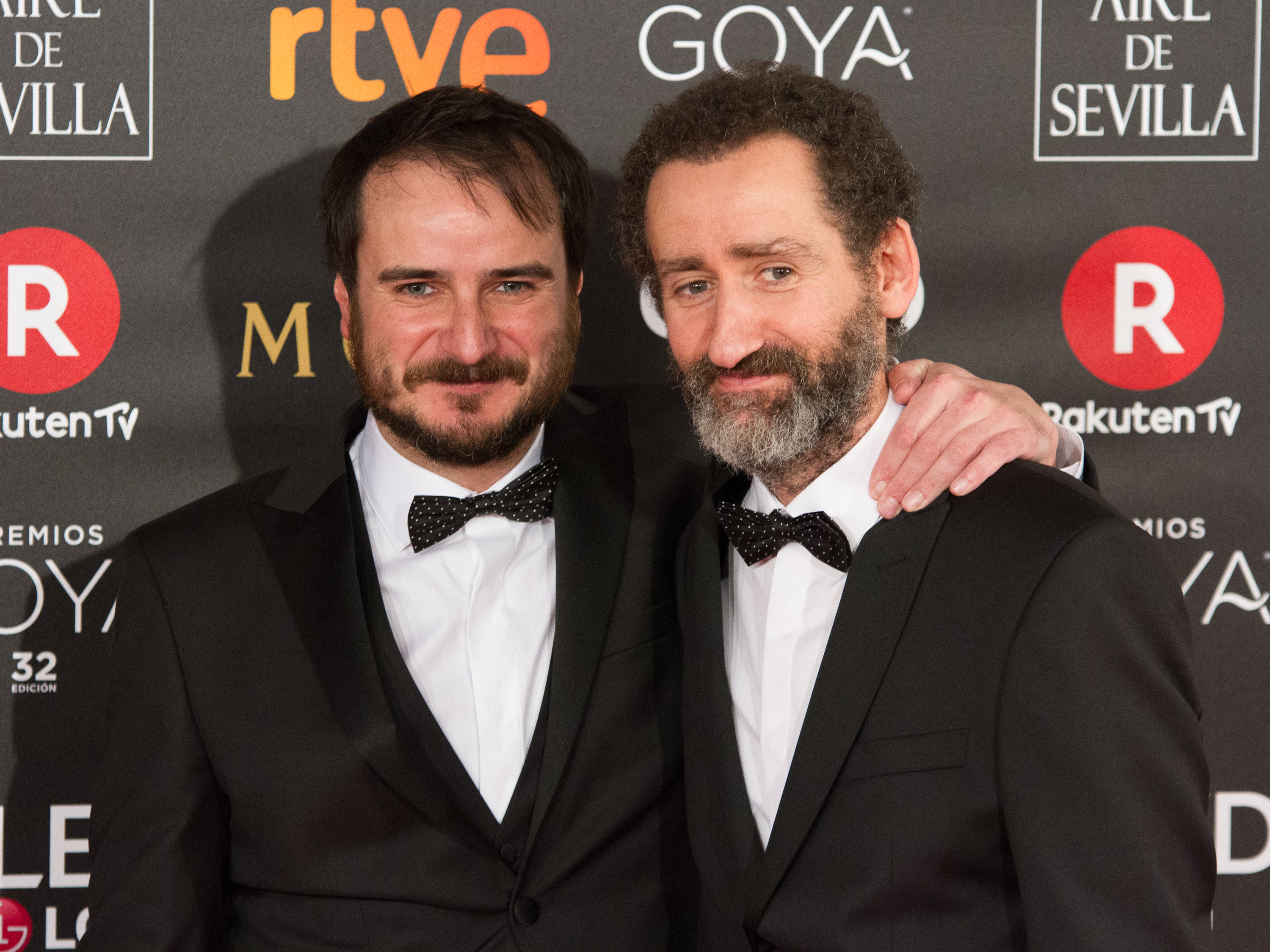
Jon Garaño junto a Aitor Arregi en los Premios Goya 2018

- Handia, 2017. Película ganadora de diez galardones en la XXXII edición de los Premios Goya.[3]
- Renovable (corto), 2016
- Loreak, 2014
- Urrezko Eraztuna (corto), 2011
- El método Julio (corto documental), 2010
- 80 egunean (En 80 días), 2010
- Perurena, 2010
- Asämara (corto documental), 2009
- On the Line, 2008
- FGM (corto documental), 2008
- Miramar Street (corto), 2006
- Tex Norton (corto), 2006
- Sahara Marathon (documental), 2004
- Despedida (corto), 2001

## Premios y distinciones
Festival Internacional de Cine de San Sebastián
| Año  | Categoría                         | Película              | Resultado |
| ---- | --------------------------------- | --------------------- | --------- |
| 2014 | Premio Sebastiane                 | En 80 días            | Ganador   |
| 2014 | Premio SIGNIS-Mención especial    | Loreak                | Ganador   |
| 2017 | Premio especial del jurado        | Handia                | Ganador   |
| 2017 | Premio Irizar al Cine Vasco       | Handia                | Ganador   |
| 2019 | Concha de Plata al mejor director | La trinchera infinita | Ganador   |
| 2019 | Premio Irizar al Cine Vasco       | La trinchera infinita | Ganador   |
| 2019 | Premio FIPRESCI                   | La trinchera infinita | Ganador   |
| 2019 | Premio FEROZ Zinemaldia           | La trinchera infinita | Ganador   |